# Frederick Herzberg
Frederick Irving Herzberg (* 18. April 1923 in Lynn, Massachusetts; † 19. Januar 2000 in Salt Lake City, Utah) war ein US-amerikanischer Professor der Arbeitswissenschaft und der klinischen Psychologie. Er entwickelte die Zwei-Faktoren-Theorie der menschlichen Bedürfnisse.

## Leben
Frederick Herzberg ist das Kind der jüdischen Emigranten Gertrude und Lewis Herzberg aus Litauen. Seine Jugend verbrachte er in New York City. Mit 16 Jahren bestand er die Aufnahmeprüfung für das angesehene City College of New York (CCNY). Im Alter von 22 Jahren war er als Unteroffizier im Zweiten Weltkrieg einer der Ersten unter den Befreiern des Konzentrationslagers Dachau. Herzberg war dort für die Beschaffung und Bereitstellung der medizinischen Versorgung der vor der Massenvernichtung bewahrten Insassen verantwortlich. Als Auszeichnung erhielt er den bronzenen Stern und die Combat Infantryman’s Badge.
1944 heiratete er Shirley Bedell aus Holden, Massachusetts. 1948 wurde sein Sohn Mark geboren. Seine Frau diplomierte 1961, im Alter von 40 Jahren, als erste weibliche Medizinstudentin an der Case Western Reserve University in Cleveland. Sie wurde eine bekannte Kinderärztin in Salt Lake City und verstarb 1997.
1946 erhielt Frederick I. Herzberg den Bachelor der Wissenschaften am City College of New York und wechselte anschließend an die University of Pittsburgh, um dort 1949 seinen Master der Wissenschaften für Klinische Psychologie und Arbeitswissenschaft zu erhalten. 1950 folgte der akademische Grad des Doktors. Thema seiner Dissertation war die Anwendung von Elektroschocks (Prognostic variables for electroshock therapy).
Von 1951 bis 1957 war Herzberg Forschungsleiter des Psychological Service of Pittsburgh (heute PSP Human Resource Development). 1957 wechselte er als leitender Professor der Psychologie an die Case Western Reserve University in Cleveland. Hier gründete und leitete er das Department of Industrial Mental Health. Als Ergebnis seiner Studien über den Zusammenhang von Bedürfnisbefriedigung am Arbeitsplatz und Arbeitszufriedenheit veröffentlichte er 1959 seine Theorie der „Zwei Faktoren“ (Zwei-Faktoren-Theorie, auch Motivator-Hygiene-Theorie oder Herzberg-Theorie) erstmals in dem Buch The Motivation to Work (Motivation zur Arbeit). Diese Theorie ist wie die von Abraham Maslow entwickelte Maslowsche Bedürfnishierarchie eine der wissenschaftlichen Grundlagen zur Identifizierung von Handlungsmotiven in der Arbeitswelt.
Als Militärberater untersuchte er in den 1960er Jahren die Bedürfnisse von Offizieren. 1964 erhielt er die Fulbright-Mitgliedschaft in Finnland und leitete Studien in mehr als 20 Ländern, darunter an der sowjetischen Universität in Leningrad. Am 20. Juni 1975 hielt Frederick Herzberg auf der jährlichen Konferenz des Canadian Institute of Management in Toronto einen viel beachteten arbeitswissenschaftlichen Vortrag. In den 1970er und 80er Jahren führte er ein Projekt auf dem Gebiet Job Enrichment bei der Air-Force-Logistikführung durch.
1994 wurde er von der University of Utah mit dem angesehenen Service Award für das akademische Jahr 1993/94 ausgezeichnet. 1995 wurde Herzbergs Buch Work and the Nature of Man als eines der zehn wichtigsten Bücher der Managementtheorie des 20. Jahrhunderts in der internationalen Presse geführt. Ebenfalls 1995 wurde er zum Cummins Engine Professor of Management ernannt.
Von 1972 bis zu seinem Tod im Jahr 2000 war er Professor an der University of Utah, dem College of Business.
20 Jahre lang war er als Berater für Regierungen und Unternehmen wie BP, IBM, AT&T, General Motors oder das American Institute of Research weltweit tätig. Vor seinem Ruhestand stiftete er seine Sammlung persönlicher Aufzeichnungen sowie offiziellen Schriftverkehr, Bürodaten, Lehrmaterial und mehr der Marriott Library der University of Utah.

## Publikationen
- The Motivation to Work. 1959.
- Herzberg on motivation. 1988.
- The Managerial Choice: To Be Efficient and to Be Human. 1976.
- One More Time: How Do You Motivate Employees?. 1968.
- Work and the Nature of Man. 1966.
- The Motivation to Work. 1959 (Co-Autoren: Bernard Mausner und Barbara Bloch Snyderman).
- Job attitudes: Review of research and opinion. In: Psychological Service of Pittsburgh. 1957.